# Kölner Sommerfestival

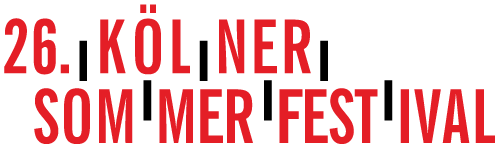
Logo des 26. Kölner Sommerfestivals im Jahr 2013

Das Kölner Sommerfestival präsentiert in den Monaten Juli und August internationale Tanz-, Show- und Musicalproduktionen in der Kölner Philharmonie (1998 und 2000 parallel auch in der Oper Köln sowie im Schauspiel Köln).
1988 wurde es von dem Impresario Michael Brenner und dem Gründungsintendanten der Kölner Philharmonie Franz Xaver Ohnesorg gegründet. Veranstalter ist die BB Promotion GmbH, eine Tochter der BB Group, in Zusammenarbeit mit der KölnMusik GmbH.
Das Kölner Sommerfestival ist Bühne für Deutschlandpremieren internationaler Produktionen und Compagnien. Außerdem war es Ausgangspunkt von Tourneen durch den deutschsprachigen Raum.

## Programmrückblick
| Jahr | Produktionen | Premieren                                              |
| ---- | --- | ------------------------------------------------------ |
| 1988 | Evita |                                                        |
| 1989 | A Chorus Line Evita Harlem Swing Tango Argentino |                                                        |
| 1990 | A Chorus Line Harlem Swing Sarafina |                                                        |
| 1991 | André Hellers Wintergarten City Lights Phantom of the Opera                                                                                         | Deutschlandpremiere                                    |
| 1992 | Alvin Ailey American Dance Theater Jesus Christ Superstar Mama I Want to Sing                                                                       | Deutschlandpremiere                                    |
| 1993 | André Hellers Magneten Bubbling Brown Sugar West Side Story                                                                                         |                                                        |
| 1994 | Alvin Ailey American Dance Theater My One and Only Spellbound                                                                                       | Deutschlandpremiere                                    |
| 1995 | Tango Pasión Porgy and Bess |                                                        |
| 1996 | Hubbard Street Dance Chicago A Chorus Line |                                                        |
| 1997 | Alvin Ailey American Dance Theater Stomp | Deutschlandpremiere                                    |
| 1998 | Hubbard Street Dance Chicago Porgy and Bess Smokey Joe’s Café The Soweto Theater Company                                                            |                                                        |
| 1999 | Alvin Ailey American Dance Theater Compañía María Pagés Paul Taylor Dance Company                                                                   | Deutschlandpremiere                                    |
| 2000 | Ballet Teatro Español de Rafael Aguilar mit „Bolero“ Kat and The Kings Savion Glover Matthew Bourne’s Swan Lake Tango Pasión                        | Europapremiere Deutschlandpremiere                     |
| 2001 | Ballet Cristina Hoyos mit „Al compás del tiempo“ Stomp Momix mit „Passion“                                                                          |                                                        |
| 2002 | Sydney Dance Company Ballet Flamenco Antonio Canales mit „Torero“ Yamato – The Drummers of Japan mit „Beat of the Spirit“                           | Deutschlandpremiere                                    |
| 2003 | Arturo Brachetti: „Der Mann mit den 1000 Gesichtern“ Yamato – The Drummers of Japan mit „Voices of the Heart“ Les Ballets Trockadero de Monte Carlo | Deutschlandpremiere                                    |
| 2004 | Marcel Marceau Momix mit „Opus Cactus“ Stomp Ballet Teatro Español de Rafael Aguilar mit „Bolero“                                                   |                                                        |
| 2005 | Ballet Teatro Español de Rafael Aguilar mit „Carmen“ Marcel Marceau Bahia Ballet Ten Tenors                                                         |                                                        |
| 2006 | Gitte Wencke Siw Martha Graham Dance Company Yamato – The Drummers of Japan mit „Shin-On“                                                           |                                                        |
| 2007 | The Spaghetti Western Orchestra Legends of The Storm Stomp Companhia de Dança Deborah Colker                                                        | Deutschlandpremiere                                    |
| 2008 | Tanguera Rambert Dance Company : „Scribblings“ Raumpatrouille Orion Auto, Auto                                                                      | Deutschlandpremiere                                    |
| 2009 | Balé de Rua Rain – A Tribute to the Beatles Yamato – the Drummers of Japan mit „Matsuri“                                                            | Deutschlandpremiere                                    |
| 2010 | Porgy and Bess Evita Rock the Ballet |                                                        |
| 2011 | Voca People Die Zauberflöte – Impempe Yomlingo Alvin Ailey American Dance Theater                                                                   | Deutschlandpremiere                                    |
| 2012 | West Side Story Ballet Revolución Yamato – The Drummers of Japan mit „Gamushara“ Mummenschanz                                                       |                                                        |
| 2013 | Mummenschanz Tanguera Les Ballets Trockadero de Montecarlo Traces                                                                                   |                                                        |
| 2014 | African Angels Alvin Ailey American Dance Theater Brasil Brasileiro The Lost and Found Orchestra                                                    | Deutschlandpremiere Europapremiere Deutschlandpremiere |
| 2015 | Richard O’Brien’s Rocky Horror Show Yamato – The Drummers of Japan mit "Bakuon” Béjart Ballet Lausanne TRACES                                       | Deutschlandpremiere                                    |
| 2016 | Ute Lemper: Last Tango in Berlin Ballet Revolución Les Ballets Trockadero de Monte Carlo The Gershwins’ Porgy and Bess                              |                                                        |
| 2017 | Familie Flöz: Teatro Delusio Shadowland 2 Alvin Ailey American Dance Theater Tanguera                                                               |                                                        |
| 2018 | Che Malambo The 27 Club Carmen la Cubana Yamato – The Drummers of Japan mit “Chousensha”                                                            | Deutschlandpremiere                                    |